# General Prim
General Prim är en ort i Mexiko.   Den ligger i kommunen Zacualpan och delstaten Veracruz, i den sydöstra delen av landet, 150 km nordost om huvudstaden Mexico City. General Prim ligger 1 460 meter över havet och antalet invånare är 445.
Terrängen runt General Prim är bergig åt nordost, men åt sydväst är den kuperad. Runt General Prim är det ganska tätbefolkat, med 52 invånare per kvadratkilometer. Närmaste större samhälle är San Bartolo Tutotepec, 14,1 km sydost om General Prim. I omgivningarna runt General Prim växer i huvudsak städsegrön lövskog.